# William Randolph Hearst
William Randolph Hearst (ur. 29 kwietnia 1863 w San Francisco, zm. 14 sierpnia 1951 w Beverly Hills) – amerykański magnat prasowy, jeden z największych w historii prasy.

## Życiorys
Był jedynym dzieckiem przedsiębiorcy i senatora George’a Hearsta oraz jego żony Phoebe Apperson. W 1881 ukończył St. Paul’s School w Concord w stanie New Hampshire, a następnie zapisał się na Harvard College, z którego został wydalony w 1885.
W 1887 otrzymał od ojca gazetę „San Francisco Examiner”. Ściągnięcie dobrych dziennikarzy, a przede wszystkim nadanie gazecie populistycznego charakteru, krytykowanie władz miejskich, atakowanie wielkich kompanii (Hearst nie oszczędził nawet tych, w których jego rodzina miała udziały) sprawiły, że w ciągu kilku lat „San Francisco Examiner” stał się najlepiej sprzedającym dziennikiem w mieście. W 1895, z pomocą matki, kupił akcje czasopisma „New York Morning Journal”, a w 1920 był właścicielem 20 gazet codziennych, 13 magazynów, dwóch wytwórni filmowych, ośmiu rozgłośni radiowych oraz licznych posiadłości ziemskich w Stanach Zjednoczonych, Wielkiej Brytanii i Meksyku, m.in.  Hearst Castle  u wybrzeży Kalifornii, gdzie umieścił swoją pokaźną kolekcję dzieł sztuki.
Zdobycie rynku mediowego miało być wstępem do kariery politycznej Hearsta. W 1903 został członkiem Izby Reprezentantów z ramienia Partii Demokratycznej. W 1905 kandydował na burmistrza Nowego Jorku, ale przegrał. Dwa lata później startował na gubernatora stanu Nowy Jork, jednak przegrał z kandydatem republikanów – Charlesem Evansem Hughesem. W 1907 ponownie przegrał wybory na burmistrza Nowego Jorku.
W nocy z 18 na 19 sierpnia 1924 podczas przyjęcia, które zorganizował na swoim jachcie „Oneida”, miał zastrzelić reżysera Thomasa H. Ince’a, którego ponoć przyłapał w dwuznacznej sytuacji ze swoją dziewczyną, aktorką Marion Davies. Hearst, chcąc uniknąć skandalu, miał przekupić jedynego naocznego świadka zdarzenia (dziennikarkę Louellę Parsons) oraz wszystkich uczestników rejsu, a także doprowadzić do przemilczenia sprawy w mediach. Szczegóły zdarzenia zostały ujawnione dopiero po śmierci Hearsta.

## Hearst aObywatel Kane
Był jednym z pierwowzorów postaci Charlesa Fostera Kane’a, bohatera filmu Obywatel Kane Orsona Wellesa. Początkowo opinia publiczna nie wiedziała o związku między Hearstem a tematem nowego filmu Orsona Wellesa. W grudniu 1940 Welles mówił, że film związany jest z historią Fausta. Jednak w styczniu 1941 wśród osób, które widziały przedpremierowy pokaz niegotowej jeszcze wersji filmu, znalazła się Louella Parsons, korespondentka gazet Hearsta w Hollywood. Po obejrzeniu obrazu Wellesa wpadła w furię i doniosła o wszystkim szefowi. Ten postanowił zrobić wszystko, aby obraz nie wszedł do kin.
Zaczęło się od ataków na hollywoodzką praktykę zatrudniania emigrantów do pracy, którą spokojnie mogliby dostać Amerykanie. Hearst straszył wytwórnię RKO sprawą sądową, lecz wśród prawników jego przeciwników znalazł się Mendel Silberberg, jeden z najlepszych w swoim fachu w Kalifornii. 21 stycznia 1941 przedstawiciele RKO odpowiedzieli Hearstowi, że Obywatel Kane wejdzie do kin i będzie towarzyszyła mu jedna z największych kampanii reklamowych w dziejach studia. Prawnicy RKO musieli jednak zażądać od Wellesa wycięcia kilku scen – tak więc film stał się uboższy o aluzje do problemów alkoholowych Susan, skrajnie negatywne opinie o Kanie w rękopisie Thatchera, twierdzenie Lelanda, że Kane był kiepskim dziennikarzem. W efekcie film, który 27 stycznia miał dwie godziny, dwie minuty i czterdzieści sekund, 13 lutego trwał godzinę, pięćdziesiąt dziewięć minut i 16 sekund.
Obywatel Kane wszedł do kin 1 maja 1941. Wściekły Hearst zakazał w swoich gazetach pisania na temat tego filmu. Tymczasem Welles zaproponował Hearstowi nawet darmowe bilety na swój film. Gdy Hearst odmówił, Orson stwierdził, że Charles Foster Kane przyjąłby jego ofertę.
W filmie Obywatel Welles z 1999 rolę Hearsta odtwarza James Cromwell, a w filmie Mank z 2020 Charles Dance.

## Rodzina
W 1903 poślubił nowojorską chórzystkę Millicent Veronica Willson, z którą miał pięciu synów: George’a (ur. 1904), Williama (ur. 1908), Johna (ur. 1910), Randolpha (ur. 1915) i Davida (ur. 1915). Następnie związał się z aktorką Marion Davies, z którą miał córkę Patricię (ur. 1923). W 1926 ogłosił separację z żoną, jednak formalnie pozostał jej mężem aż do swojej śmierci. 
Wnuczką Hearsta jest Patty Hearst.